# Тровишкозу
Тровишкозу (порт. Troviscoso)  —  район (фрегезия) в Португалии,  входит в округ Виана-ду-Каштелу. Является составной частью муниципалитета  Монсан. По старому административному делению входил в провинцию Минью. Входит в экономико-статистический  субрегион Минью-Лима, который входит в Северный регион. Население составляет 1089 человек на 2001 год. Занимает площадь 5,37 км².